# Иванов, Николай Дмитриевич
Николай Дмитриевич Иванов (14 октября 1920 — 30 сентября 1995) — советский лётчик-торпедоносец морской авиации, участник Великой Отечественной войны, участник Великой Отечественной войны, Герой Советского Союза (22.07.1944). Подполковник (10.04.1974).

## Биография
Николай Иванов родился 14 октября 1920 года в селе Знаменка (ныне — Старооскольский городской округ Белгородской области). С 1936 года учился в Воронежском коммунально-строительном техникуме.
В октябре 1939 года был призван на службу в Военно-морской флот СССР. В июне 1941 года он окончил Военно-морское авиационное училище им. С.А. Леваневского в городе Николаев. Сначала был направлен в 2-й учебно-резервный авиационный полк (располагался в Куйбышевской области), где совершенствовал специальность воздушного стрелка-бомбардира.
С октября 1941 года — на фронтах Великой Отечественной войны. Весь боевой путь Н. Иванова прошёл в рядах 1-го гвардейского минно-торпедного авиационного полка ВВС Балтийского флота (до января 1942 года был 1-й минно-торпедный авиационный полк), где воевал воздушным стрелком-бомбардиром, а в декабре 1943 года стал штурманом звена. Войну окончил штурманом эскадрильи и временно исполняющим должность штурмана полка. Воевал в экипаже Героя Советского Союза А. В. Преснякова.
Участвовал в битве за Ленинград, в операции «Искра», в Ленинградско-Новгородской, Выборгской, Прибалтийской и Восточно-Прусской наступательных операциях, а также в борьбе против морского судоходства противника на Балтийском море. Сбрасывал мины на немецкие фарватеры военных перевозок, бомбил вражеские порты.
К июню 1944 года штурман звена 1-го гвардейского минно-торпедного авиаполка 8-й минно-торпедной авиадивизии ВВС Балтийского флота гвардии лейтенант Николай Иванов совершил 98 боевых вылетов на бомбардировку вражеских судов, железнодорожных узлов, аэродромов, портов и других объектов противника, уничтожил 4 транспорта и 2 тральщика. В воздушных боях в группе сбил 2 немецких истребителя.
Указом Президиума Верховного Совета СССР от 22 июля 1944 года за «образцовое выполнение боевых заданий командования на фронте борьбы с немецкими захватчиками и проявленные при этом отвагу и геройство» гвардии лейтенанту Николаю Дмитриевичу Иванову присвоено звание Героя Советского Союза с вручением ордена Ленина и медали «Золотая Звезда» за номером 4003.
К концу войны Иванов совершил более 220 боевых вылетов, потопив ещё 2 транспорта лично и 1 в составе группы.
После Победы он продолжил службу в военно-морской авиации. В 1949 году окончил Краснодарскую Высшую офицерскую школу штурманов ВВС. Служил штурманом эскадрильи в 567-м гвардейском и в 52-м гвардейском минно-торпедных авиационных полках 5-го ВМФ на Тихом океане. С января 1952 года — штурман 52-го гвардейского минно-торпедного авиационного полка. С февраля 1953 года учился в академии.
В 1955 году окончил Военно-морскую академию кораблестроения и вооружения имени А. Н. Крылова, вернулся в свой полк на прежнюю должность. В сентябре 1956 года гвардии майор Н. Д. Иванов был уволен в запас.
Проживал в Ленинграде, работал в НПО «Ленинец», занимался вопросами создания систем обнаружения подводных лодок. В 1994 году переехал в город Зеленоград. Во время нахождения в запасе в 1974 году ему было присвоено воинское звание подполковник.
Скончался 30 сентября 1995 года, похоронен на Центральном кладбище Зеленограда.

## Награды
- Герой Советского Союза (22.07.1944)
- Орден Ленина (22.07.1944)
- Четыре ордена Красного Знамени (14.10.1943, 28.02.1944, 12.06.1944, 30.04.1945)
- Два ордена Отечественной войны 1-й степени (10.02.1945, 11.03.1985)
- Медаль «За боевые заслуги» (15.11.1950)
- Медаль «За оборону Ленинграда»
- Медаль «За взятие Кенигсберга»
- Ряд других медалей[1]